# Nayoro
Nayoro (japanisch 名寄市, -shi, Ainu Nay Oro) ist eine Stadt in der Unterpräfektur Kamikawa auf der japanischen Insel Hokkaidō.

## Geographie
Nayoro liegt im nordöstlichen Teil Hokkaidos, etwa 50 Kilometer nördlich der Großstadt Asahikawa. Sie erstreckt sich über das Nayoro-Becken (名寄盆地 Nayoro-bonchi), zwischen dem Kitami-Bergland im Osten, dem Teshio-Bergland im Westen und dem Kamikawa-Becken im Süden.

## Geschichte
Die Ernennung zur kreisfreien Stadt erfolgte am 1. April 1956.

## Verkehr
Nayoro ist an die Dōō-Autobahn angebunden, die in südlicher Richtung in die Hauptstadt der Präfektur Hokkaidos Sapporo führt.
Des Weiteren befinden sich in Nayoro mehrere Bahnhöfe, die an die Sōya-Hauptlinie von JR Hokkaido angebunden sind. Der wichtigste ist der Bahnhof Nayoro, wo früher auch die Nayoro-Hauptlinie (bis 1989) und die Shinmei-Linie (bis 1995) abzweigten.

## Bildung
Nayoro ist mit mehreren Hochschulen das Bildungszentrum der Region.

## Städtepartnerschaften
- Kawartha Lakes (Ontario), seit 1969
- Dolinsk, seit 1991

## Söhne und Töchter der Stadt
- Yūki Matsushita, Schauspielerin
- Eiichi Tanaka (* 1941), Nordischer Kombinierer
- Junji Nagai (* 1981), Biathlet
- Naoya Kihara (* 1981), Pokerspieler